# Isla Lobos de Tierra
Lobos de Tierra es una isla peruana que está situada a 19 kilómetros de distancia de la costa continental entre los departamento de Piura y Lambayeque. Su superficie es de 16.00 km², su largo aproximado es 10 km y su ancho es de 3 km.

## Geografía de la isla
Sus principales accidentes son:
- La bahía Canevaro.
- La bahía Vivero.
- La bahía Juanchuquita.
- El cabo Cruz.
- El cabo Punta Sáenz
- El islote Albatros.

## Recursos naturales
Hacia 1863 esta isla tenía depósitos de guano que sobrepasaban los 7 millones de toneladas, que luego serían explotados sin ningún control. Hoy día esa riqueza casi ha desaparecido y las pocas muestras que aún quedan no tienen la misma calidad de años atrás.
El clima de esta isla es muy cálido y en ella viven aves como los camanayes, gaviotas, piqueros y guanayes, siendo las 2 últimas especies de gran importancia durante el apogeo del guano de isla.
La isla Lobos de Tierra debe su nombre a su cercanía con la costa y a la presencia de otáridos. Eventualmente se ven enormes cetáceos como la ballena azul, que también fue diezmada en todo el mar peruano y en todos los océanos del mundo.
La biodiversidad de macroalgas de la isla ha sido registrada en publicaciones e informes técnicos que tendrán que buscar para citar directamente.

## Ubicación geográfica
Su ubicación geográfica está en las coordenadas 6° 26' 0" sur y 80° 51' 30" oeste.
Se ubica frente a Morrope, Lambayeque, a 12 millas de la costa y su accidentado territorio está lleno de farallones. Alrededor de Lobos de Tierra hay varios islotes como El León o Albatros.